# Herb gminy Obrowo
Herb gminy Obrowo – symbol gminy Obrowo, ustanowiony 22 lipca 2008

## Wygląd i symbolika
Herb przedstawia na tarczy dzielonej w pas żółtym pasem srebrne symbole lokalnych rodów. Są one umieszczone na błękitnym tle. 